# معاوية (قرية)

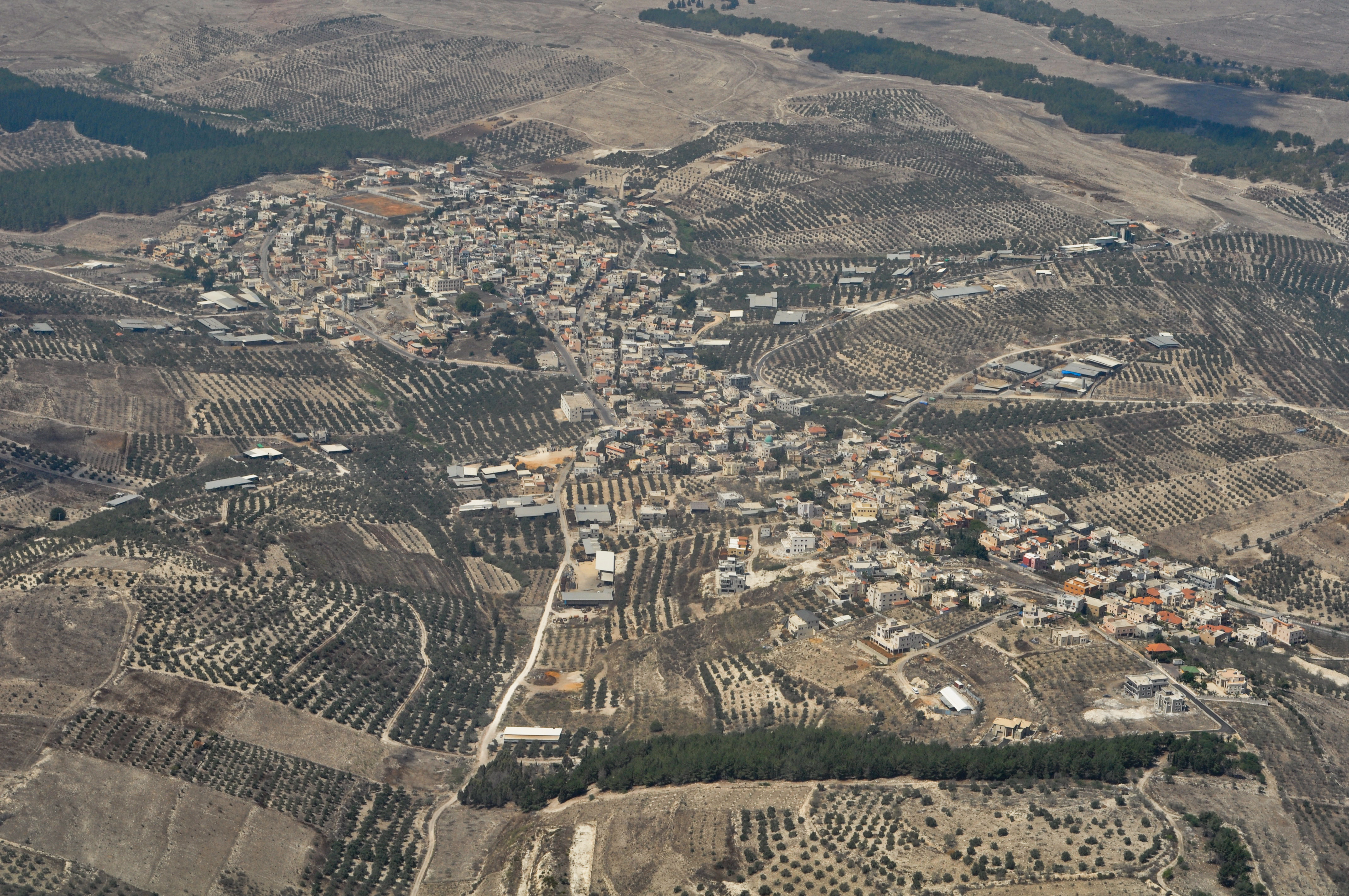
مشهد جوي لقرية مُعاوية عام 2013.

مُعاوية (بالعبرية: מועאוויה) هي قرية عربية إسرائيلية تقع في منطقة المثلث الشمالي، على بعد 6كم شمال غرب وادي عارة ومدينة أم الفحم، وتتبع إداريًا للواء حيفا حسب التقسيم الإداري الإسرائيلي. يبلغ عدد سكانها حوالي 3,500 نسمة، وجميعهم من المسلمين.

## التسمية
سميت قرية مُعاوية بهذا الاسم نسبةً للمقام التاريخي الذي يتوسطها، وهو لأحد الصالحين الذي يحمل نفس الاسم. وكان الناس قديمًا يقدسون هذا المقام ويزورنه ويقدمون له النذور، إلا أن هذه العادة قد تلاشت اليوم.

## التاريخ

### النكبة 1948
في عام 1948 هدمت القوات الإسرائيلية القرية لكن بفضل وإصرار أهلها تمكنوا من العودة وإعادة إعمارها من جديد، وقد قدم إلى القرية لاجئون من البطيمات وألبويشات وخبيزة ومن الكفرين وصبارين، بعد أن هجروا من قراهم وأقدمت القوات الإسرائيلية على هدمها.

### أحداث الروحة 1998
في عام 1998 شهدت مُعاوية أحداثًا عرفت إعلاميًا بـ«أحداث الروحة»، حيث جرح العشرات من أهالي القرية ولفيف من أهالي المنطقة في مواجهة مباشرة مع الشرطة وقوات الجيش الإسرائيلي، حتى توصلوا في النهاية إلى توقيع هدنة واتفاقية تنص على حظر اختراق أراضي الروحة من قبل الجيش الإسرائيلي، الذي أراد الاستيلاء عليها بهدف التدريبات العسكرية.

### هبة الأقصى 2000
في عام 2000 شارك أهالي قرية مُعاوية بمظاهرات هبة الأقصى حينما اقتحم رئيس وزراء إسرائيل الأسبق أرئيل شارون المسجد الأقصى، وأثناء المظاهرة التي نظمت عند مدخل أم الفحم قتل أحد أبناء مُعاوية الشاب «أحمد إبراهيم صيام».

## الجغرافيا
تقع مُعاوية شمال منطقة الروحة وترتفع حوالي 225 مترًا عن سطح البحر. وتبعد عن حيفا حوالي 45كم.

## السكان
بلغ عدد سكان مُعاوية عام 1922 نحو 122 نسمة، وفي عام 1931 كانوا 141 نسمة منهم 71 ذكرًا و70 أنثى، جميعهم مسلمون ولهم 30 بيتًا. وفي نهاية 1940 كانوا 206 نسمة، وفي عام 1961 بلغوا 380 نسمة. يبلغ عددهم اليوم حوالي 3,000 نسمة، ويعود أصلهم إلى أم الفحم ومعظمهم من حمولة المحاميد وأقلية من حمولة الإغبارية.

## العمارة والتخطيط الحضري

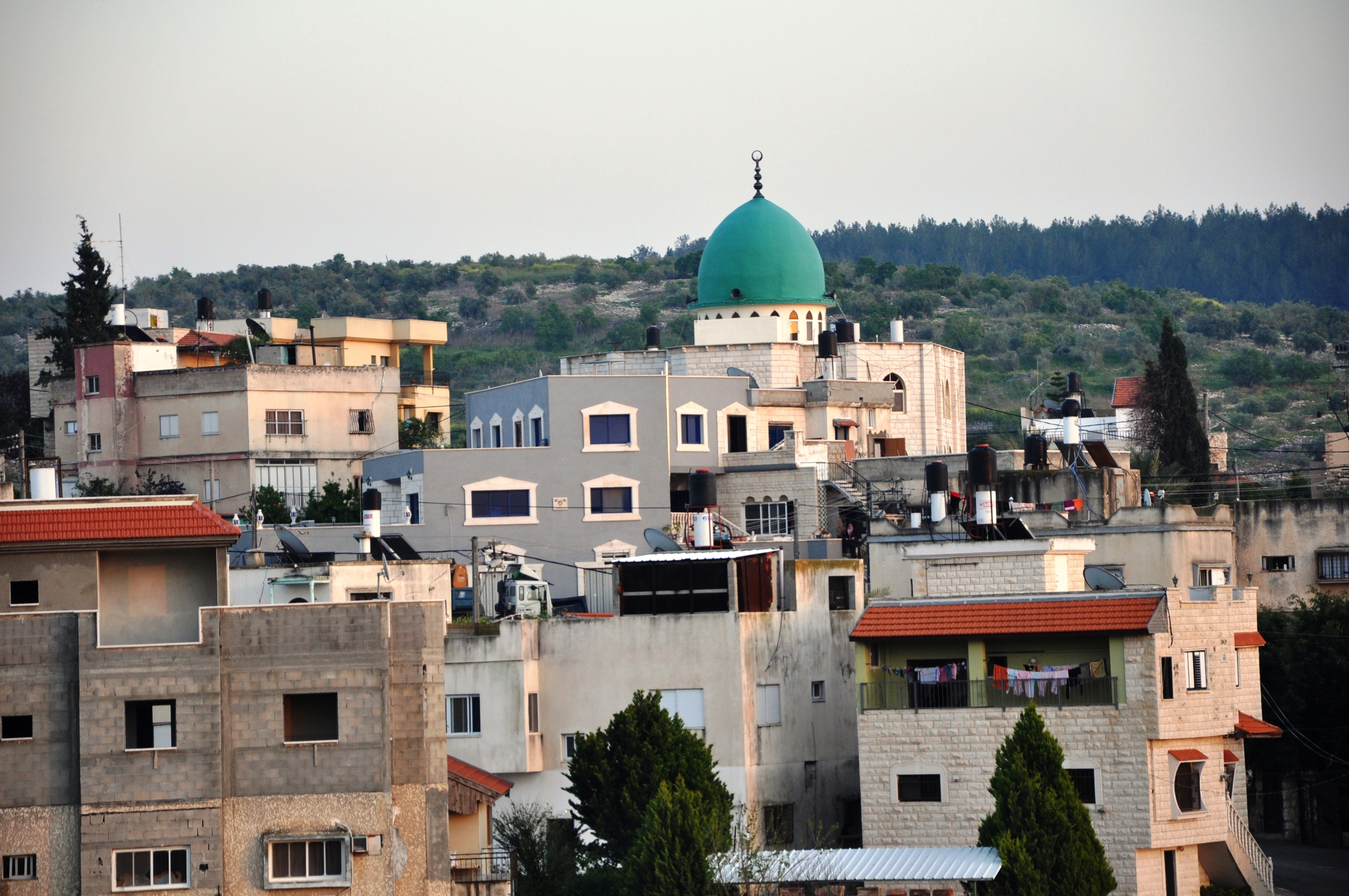
الحارة الشرقية ومسجد فاطمة الزهراء.

تتكون مُعاوية من حارتين أساسيتين هما «الحارة الغربية» و«الحارة الشرقية». وتحتضن مُعاوية مدرسة ابتدائية وإعدادية وثانوية، بالإضافة إلى عدة روضات وحضانات للأطفال. وفيها مسجدان هما مسجد «صلاح الدين الأيوبي» ويقع في الحارة الغربية، ومسجد «فاطمة الزهراء» ويقع في الحارة الشرقية، بالإضافة إلى مجمعًا إسلاميًا قامت بإنشائه في سنوات التسعين الحركة الإسلامية، وفي القرية عيادة واحدة.

## الإدارة
تتبع مُعاوية إداريًا منذ عام 1996 «للمجلس المحلي بسمة» جنبًا إلى قريتي برطعة وعين السهلة. في الانتخابات الأخيرة التي جرت عام 2013 ترأس المجلس الإقليمي السيد «رائد كبها».